# Immigrant du numérique
Les immigrants du numérique sont les personnes qui ont grandi avec les objets analogiques tels que le téléphone fixe ou la télévision, ce qui correspond à une génération née autour des années 1950-1970. On les oppose aux enfants du numérique, qui ont été immergés dès leur naissance dans les technologies du numérique. Cette génération s’adapte aux innovations technologiques, avec toujours quelques réflexes analogiques. Les personnes, qui n’ont connu que les documents en papier et ne comptent pas s’approprier les nouvelles technologies de l’information et de la communication (NTIC) sont parfois appelées « analogistes ». Mais tout de même, de plus en plus de retraités sont des immigrés du numérique et se mettent à l'informatique et au numérique.
L'arrivée massive des technologies numériques ayant eu lieu de manière progressive à partir des années 1970, aucune date précise ne peut séparer la génération d'immigrants du numérique de celle d'enfant du numérique. En effet, les personnes nées dans les années 1960 ont, pour certaines, grandi avec des objets électroniques : jeux d'arcade dans les cafés ou dans les foyers (Vectrex, Pac Man 1980, Space Invaders 1979), jeux de tennis Pong (1972) puis rapidement consoles à brancher sur la télévision (Atari 2600 1977), jeux portatifs (Donkey Kong), ordinateurs personnels (Sinclair ZX81 1981, Amstrad CPC 464 1984). Ces machines étaient le plus souvent bon marché (surtout si on les compare à des produits Apple actuels) et très répandues : les jeux s’échangeaient quotidiennement dans les cours de récréation des collèges et lycées. De même des ordinateurs sont dès le milieu des années 1970 régulièrement exploités dans les entreprises et les administrations. 
Alors que les natifs de l’ère numérique parlent la langue des ordinateurs et de l’internet, les immigrants du numérique doivent apprendre à s’adapter au nouvel environnement. Les natifs apprécient le fait de recevoir l'information rapidement et fonctionnent en multitâche. Leur préférence va aux images et aux illustrations graphiques plutôt qu’au texte. Les immigrants du numérique ont peu de considération pour les compétences que les natifs ont acquises et ont développées tout au long des années d'interaction. Cette appréhension différente des connaissances est particulièrement difficile pour les enseignants, immigrants du numérique, confrontés à leurs étudiants, natifs du numérique.  L'intégration d'espaces numériques de travail au sein d'un établissement d'enseignement doit prendre en compte l'ensemble des parties prenantes, les natifs et les immigrants du numérique. 

## Sources
- Eric Guichard, le mythe de la fracture numérique